# El desdichado en fingir
El desdichado en fingir es una comedia de Juan Ruiz de Alarcón, publicada originalmente en la Parte primera de las comedias de don Iuan Rvyz de Alarcón y Mendoza (Madrid, por Iuan Gonçalez, a costa de Alonso Pérez, 1628).

## Análisis
Esta obra tiene importantes puntos de contacto con La verdad sospechosa, obra maestra de Alarcón. Ambas comedias tratan el tema del mentiroso que urde embustes para conseguir su cometido y, como castigo a sus mentiras, ambos galanes protagonistas pierden a la mujer que tanto aman y por la que tanto han luchado. Aun así, la estructura psicológica de los personajes principales de las dos obras es radicalmente distinta en muchos aspectos.
El desdichado en fingir relata la lucha de un hombre contra su propio destino, en el que sus únicas armas son la perseverancia, la valentía y la voluntad, aunque su punto de vista irónico —recurso que siempre manejó Alarcón— obstaculice la apreciación de estos rasgos. En principio, Arsenio, el galán de El desdichado en fingir, aparece como una persona paciente ante la adversidad e incapaz de fingir, aunque a lo largo de la trama se descubren sus múltiples engaños.